# 163819 Teleki
163819 Teleki è un asteroide della fascia principale. Scoperto nel 2003, presenta un'orbita caratterizzata da un semiasse maggiore pari a 2,5958329 UA e da un'eccentricità di 0,1564576, inclinata di 2,98982° rispetto all'eclittica.